# Preseli Pembrokeshire
Preseli Pembrokeshire var ett distrikt i grevskapet Dyfed, i Wales. Detta distrikt hade 71 200 invånare år 1992. Distriktet upprättades den 1 april 1974 genom att borough Haverfordwest, stadsdistrikten Fishguard and Goodwick, Milford Haven och Neyland slogs ihop med landsdistrikten Cemaes och Haverfordwest. Det avskaffades 1 april 1996 och blev en del av Pembrokeshire.